# ベア川の虐殺
ベア川の虐殺（ベアかわのぎゃくさつ、英:Bear River massacre、またはベア川の戦い、英:Battle of Bear River、またはボア・オゴイの虐殺、英:Massacre at Boa Ogoi）は、1863年1月29日に、当時のワシントン準州南東部ベア川とビーバー・クリーク（現在のバトル・クリーク）の合流点で、アメリカ陸軍が、ショーショーニー族インディアンを無差別虐殺した軍事行動である。
この戦場跡は現在、アイダホ州フランクリン郡プレストン市近くに位置する。アメリカ陸軍分遣隊はショーショーニー族に対抗するベア川遠征の一部としてパトリック・エドワード・コナー大佐に率いられた。

## 背景と根本原因

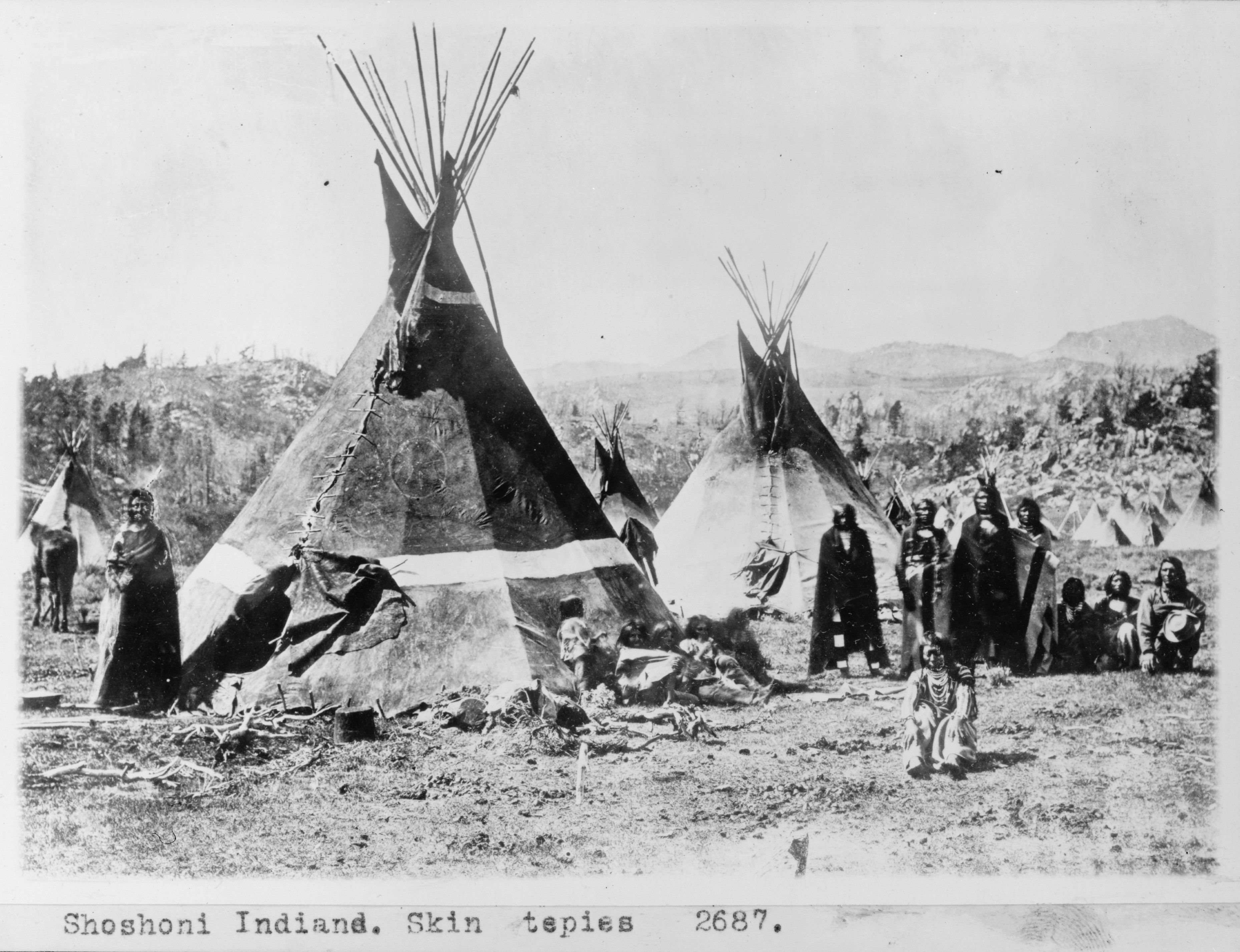
ショーショーニー族の夏の野営用住居（ティーピー）、19世紀後半

この当時「スーフベオゴイ」（ショーショーニー語でヤナギ渓谷）と呼ばれていたキャッシュ・バレーは、伝統的に北西部ショーショーニー族の狩猟場であり、特に穀物や草の種の集積場であると同時に、ウッドチャックやジリスのような小動物とシカ、エルク、バッファローのような大型動物両方の狩猟場であり、さらには川マスも獲れる場所だった。この山岳渓谷は白人の毛皮交易業者や罠猟師も惹き付け、ジム・ブリッジャーやジェデッドアイア・スミスのような罠猟師や探検家がこの地域を訪れていた。「キャッシュ・バレー」という名前は、これら罠猟師が周辺の山脈における狩猟行の中心準備地域としてこの渓谷にその毛皮と物資の倉庫（すなわち毛皮の「キャッシュ」貯蔵所）を置いていた事から生まれたものである。
罠猟師達はこの地域に大変感銘を受けたので、ブリガム・ヤングにモルモン開拓者の当初定着の場所として検討するよう推薦したくらいだった。ヤングはここではなく、ソルトレイク・バレーを選定したが、それでもモルモン入植者はキャッシュ・バレーにも移動することになった。1847年7月31日には既に、約20名のショーショーニー族代表団がモルモン入植者と会見してユタ北部の土地所有権主張について検討した。

### 白人移民の増加によるショーショーニー族の飢餓
カリフォルニア・トレイルとオレゴン・トレイルが確立され、1847年にはソルトレイクシティが設立されたことで、ショーショーニー族は西進する白人移民と常に接触するようになった。1856年までに、ウェルズビルを初めとしてキャッシュ・バレーでは初の恒久的入植地と農場が造られ、次第に北方へ延びていった。
当時、モルモン教徒の主導者であるブリガム・ヤングは、モルモン入植者が周辺の先住インディアン部族と友好的な関係を築き上げることを提唱し、特に「戦うよりも食べさせる」方針を強調した。しかし、この方針とは裏腹に、白人は野生の食糧資源を採りつくし、さらに彼らによる土地の収奪のために、次第に狩猟採集民であるショーショーニー族は食べ物の少ない地域に追いやられることになっていった。さらに、西へ向かう幌馬車隊の白人たちが食料調達したり狩猟を行うことで、ショーショーニー族からさらに食資源を奪う結果となった。1859年には既にユタ準州インディアン問題監督官ジェイコブ・フォーニーがこれを認めるところとなり、「インディアンは...白人が入ってくることによって貧窮化が進んだ」と記している。フォーニーはさらに、キャッシュ・バレーにインディアン保留地を造って、ショーショーニー族にとって基本的な資源を守ることを提案した。この提案をアメリカ合衆国内務省とその上官は無視した。ショーショーニー族は絶望的に飢えてきており、報復のためではなく、生き残るために近くの農場や牛牧場を襲うようになった。
1862年早春、ユタ準州インディアン問題監督官ジェイムズ・デュアン・ドティはキャッシュ・バレーで4日間を過ごし、「かなりの数のインディアンが飢えて貧窮した状態にある。私の前任者は彼等のために何の対策もしていないし、衣類や食料も無い。...インディアン達は生きていくために、交易所に泥棒に入りかねない状況だ」と記した。ドティは食料を買い求め、それを暢気に分配した。インディアン達に家畜を与えれば、乞食ではなく牛飼いにすることができると考えたのである。
1862年7月28日、キャッシュ・バレーの真北にあるモンタナ準州南西部の山岳地、グラスホッパー・クリークでジョン・ホワイトが金を発見した。このことで、金鉱に最も近い物資供給点であるソルトレイクシティと、鉱山キャンプの間に、キャッシュ・バレーの中央を抜ける移民と物資供給の道ができた。
ショーショーニー族は定住を行わず、獲物を追って移動生活をおくっていた狩猟民族である。米軍は以後、彼らの足取りを追うことに躍起となっているが、そもそも「放浪」はショーショーニー族の伝統文化である。

## 南北戦争の勃発
1861年に南北戦争が始まったとき、エイブラハム・リンカーン大統領は、このとき州になっていたカリフォルニア州がアメリカ合衆国から独立するのではないかと危惧した。リンカーンは議会の承認を得て、カリフォルニア州民から数個連隊を募り、西部と東部を繋ぐ郵便配送経路と通信線を守るために配置するよう具体的な命令を出した。さらにブリガム・ヤングが「ユタ準州は連邦政府に対して忠実なままである」と電報を打って保証したにも拘わらず、リンカーンも陸軍省もこれを信用しなかった。モルモン教徒がインディアン部族と結託して、ユタ州にやってくる後続の入植者を虐殺したユタ戦争や「マウンテン・ミードーズの虐殺」で、モルモン教徒がとった行動はまだ軍隊参謀達の記憶の中に鮮明だった。モルモン入植者の大民兵隊は、このとき連邦政府に対してではなく、ブリガム・ヤングの要請に応えていたのである。

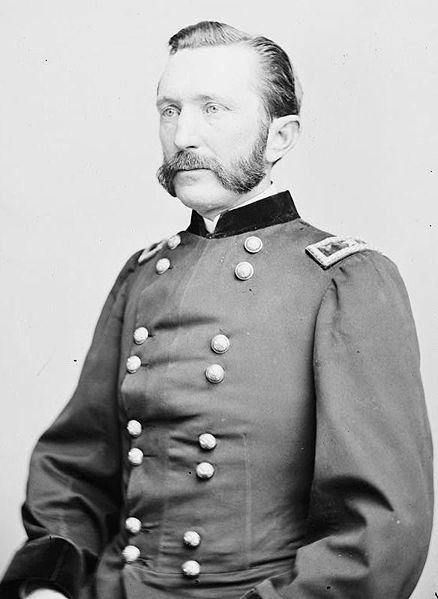
パトリック・エドワード・コナー

パトリック・エドワード・コナー大佐がカリフォルニア第3志願歩兵連隊の指揮に就き、山越えの郵便配送経路を守り、「地域の平和を保つ」という勅令で部隊をユタに移動させた。ユタに到着すると、モルモン神殿建設地とソルトレイクシティ中心街が見通せる場所にダグラス砦（現在のユタ大学があるところに隣接）を部隊の主要作戦基地として設立した。

## キャッシュ・バレー入植者に対する警告と紛争
1862年の夏と秋にあった幾つかの出来事が、ショーショーニー族とコナー大佐の間の衝突に繋がっていった。これらのできごとを一つ一つ見ていくと重要では無いように見えるが、一つに纏めるとミシシッピ川の西側ほとんど全体に関わる広範な闘争の姿が見えてくる。この時期アメリカ合衆国全体の注意は東部州で進展する戦い（南北戦争）に向けられていた。現代の歴史家達は、2つの異なる準州司法権（ワシントン準州とユタ準州）の境界が曖昧な地域で事件が起こったために、しばしばこれらの事件を見過ごしてきた。各事件は地理的に近接した所で起こったが、それらを取り扱う管理中心は互いに1,000マイル (1,600 km) 以上離れていた。実際に現在のアイダホ州フランクリン近辺や紛争の一般的な場所はユタ準州内と考えられ、フランクリンの住民は1872年までユタ準州議会に選出した代議員を送り、ユタ州キャッシュ郡の政治に参加していた。その1872年に1つの測量チームがフランクリンなどは実際にはアイダホの中にあることを指摘した。

### パグウィーニー
サミット・クリーク（現在ではユタ州スミスフィールド）のある白人が、彼の馬が居なくなっていることに気づき、サミット・クリークで釣りをしていた若いインディアンを馬を盗んだ廉で告発した。イギリス人移民でサミット・クリークに最初に住みついていたロバート・ソーンリーは、インディアンの若者がヤナギに結びつけられて渓流に浸けられたビクの中の魚がまだ生きていたので、馬を盗み、それを隠し、また釣りに戻ってくる時間は無かったはずだと指摘して、若者を弁護した。しかし、地元の陪審はいずれにしてもそのインディアンの若者を絞首刑にした。この若者の名前は地元の歴史の中でパグウィーニーと伝えられてきた。後の情報では、パグウィーニーはショーショーニー語で魚という意味であり、この若者は単に「私の魚を見ろ」か「私は釣りをしているだけだ」と言った可能性が強い。
このインディアンの若者は地元のショーショーニー族酋長の息子であることが分かり、数日の内にインディアン達は近くの渓谷で木材を集めていたメリル家の若者二人を殺すことで報復した。

### ホール砦近くでの虐殺
1859年の夏、ミシガン州からやってきた19人の白人入植者隊がホール砦（カリフォルニア・トレイルとオレゴン・トレイルの分岐点にあった砦）に近いオレゴン道を旅していたところ、ショーショーニー族とみられる一団に攻撃された。銃撃戦は夜に起こり、入植者達の何人かが殺され、生き残った者はポントヌッフ川に沿って逃れ、ガマの穂やヤナギの木立の中に隠れた。
3日後、ワラワラ砦のリビングストン中尉に率いられる竜騎兵1個中隊がこれら生存者達に出会って、事件の正式な調査を行い、攻撃の「残忍さ」に関する報告書を作った。

### ルーベン・ヴァン・オーナムとプロビデンスの戦い

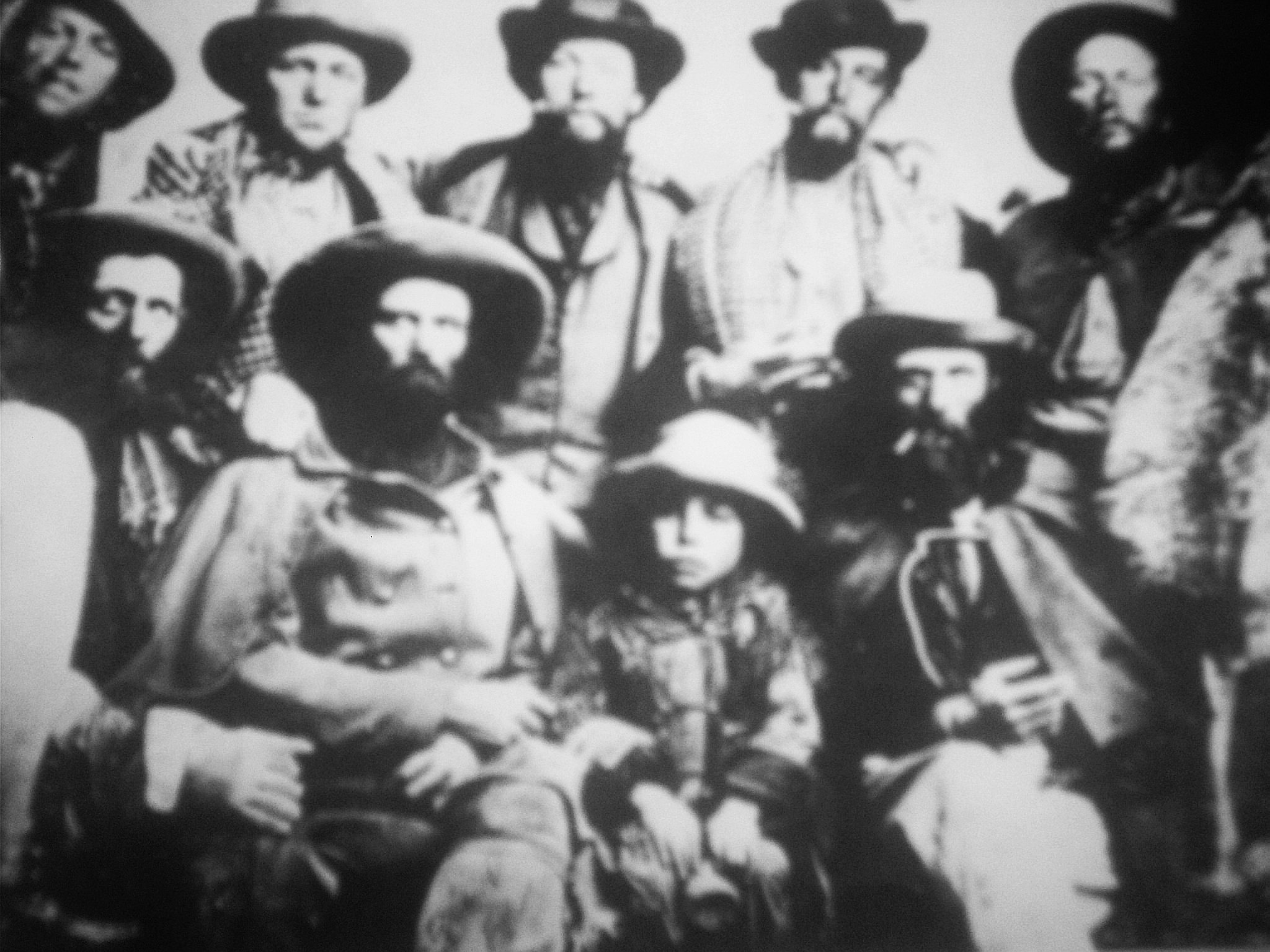
アメリカ軍に救出された"ルーベン・ヴァン・オーナム"の写真（前列中央の少年）。左は叔父のザキアス

1860年9月9日、イライジャ・オッターがオレゴン道で1群の移民を引率しているときに、バンノック族とボイシ・ショーショーニー族と見られる一団に攻撃された。これらのインディアンをなだめようと努めたにも拘わらず、攻撃が続き移民隊のほとんど全員が殺され、家畜が追い散らされた。アレクシス・ヴァン・オーナム、その家族および他の約10人は命からがらにすべて放り出して逃げ出し、近くの下藪に隠れたが、虐殺されてしまった。後に彼等はF・T・デント大尉の率いるアメリカ軍1個中隊に発見された。この中隊の士官の一人、マーカス・リノ中尉がヴァン・オーナム家の6人の切り刻まれた遺体に出くわした。ヴァン・オーナム家の子供達のうち4人は明らかに攻撃してきた戦士達に捕虜として連れて行かれていた。
この事件の直接の結果として、現在のアイダホ州ボイシができた場所近くに軍隊の砦が築かれ、そこでジョージ・ライト大佐は5個中隊を維持できる軍事基地を造るために連邦政府に15万ドルを要請した。
アレクシス・ヴァン・オーナムの兄弟であるザキアスはオレゴン道に行ってきたばかりのある親戚から、ザキアスの甥と同じ年頃の小さな白人少年が北部ショーショーニー族の集団に連れて行かれ、キャッシュ・バレーに居るらしいという話を聞いた。ザキアスはそれが甥のルーベン・ヴァン・オーナムだろうと考え、友人の小集団を集め、準州政府から何らかの援助を得るためにソルトレイクシティに行った。ソルトレイクシティに着くと、ダグラス砦にコナー大佐を訪ね、その甥を取り戻すための援助を請うた。コナー大佐は援助することに同意し、エドワード・マクギャリー少佐の指揮する騎兵分遣隊をキャッシュ・バレーに派遣し、プロビデンスの町近くでヴァン・オーナムと落ち合うように手配した。
ヴァン・オーナムはベアハンター酋長のいるショーショーニー族戦士の小集団が居る場所を突き止めてから、間もなくマクギャリーの部隊と合流し、ショーショーニー族が近くのプロビデンス渓谷に後退するのを追った。マクギャリーは、「インディアンを見付け次第、誰でも殺せ」という命令を出していた。ショーショーニー族が渓谷の中で防御的陣地を構築した後で、ショーショーニー族とアメリカ軍の小競り合いが約2時間続いた。その後、ベアハンター酋長は丘に登り白旗を振って降伏の合図を送った。
ベアハンター酋長は白旗を掲げたが、アメリカ軍は降伏も和平の調停も認めず、酋長と約20名の戦士達は捕虜にして、プロビデンス近くのアメリカ軍宿営地に連行した。ベアハンター酋長は白人の少年の所在を尋ねられたとき、その少年は数日前に遠くへ送られたと言った。マクギャリーはベアハンターに対し、部族員数名を派遣してその白人少年と共に戻ってこさせ、その間ベアハンターは4人の戦士と共に人質にすると言い渡した。翌日の正午までにショーショーニー族は小さな少年を連れて戻ったが、その少年はルーベン・ヴァン・オーナムの容姿書きに合致していた。ザキアスはその少年を保護し、長い間行方が分からなくなっていた甥だと宣言して、少年をオレゴンの自分の家に連れ帰った。
ショーショーニー族はこの行動に抗議し、その少年はフランス人毛皮罠猟師で、別のショーショーニー族酋長であるワシャキーの姉妹の息子だと主張した。アメリカ軍はヴァン・オーナムと少年のことは放っておき、勝利を宣言して、コナー大佐には「人命も馬も些かも失われることなく少年を救出した」と報告した。ベアハンター酋長はその後、キャッシュ・バレーの入植者達に苦情を言い、入植者達はアメリカ軍に対して、自分達をもっと早く助けるべきだったと抗議した。ベアハンター酋長とその部族の戦士達と、約70名のキャッシュ・バレー民兵隊との間に紛争が起こった後で、入植者達はその状況を解決するために「最良で最も安価な政策」として、2頭の牛と幾らかの小麦粉を提供した。

### ベア川渡河
1862年12月4日、コナーはマクギャリーをキャッシュ・バレーへの新たな遠征に送り出したが、この時は以前に盗まれていた家畜をショーショーニー族の野営地から取り戻すことが目的だった。隠密に事を進めたにも拘わらず、ショーショーニー族は野営を払い、アメリカ軍が到着する前に逃亡することが出来、川の渡し場に繋がれていた船の綱を切っていた。マクギャリーはその部隊を川向こうに渉らせることができたが、馬は渡河できなかった。油断していたショーショーニー族4人が捕まり人質として拘束され、マクギャリーはもし家畜が翌日の正午までに返されなければ、これら4人は射殺しろと命じた。ショーショーニー族はこれを無視してキャッシュ・バレーのさらに北に移動したので、捕虜達は射撃班によって処刑され、その遺体はベア川に投げ込まれた。「デザート・ニューズ」紙は、この処刑がショーショーニー族をさらに敵対的にさせ、報復を誓わせるだろうとの論説を載せた。

### モンタナ道での出来事
モンタナの鉱山キャンプとソルトレイクシティの間で荷物運搬業を営んでいたA・H・コノバーが、ショーショーニー族戦士団に襲われ、コナーに随行していた他の2人の男、すなわちジョージ・クレイトンとヘンリー・ビーンが殺された。この事件のあとでコナーがソルトレイクシティに到着したとき、「デザート・ニューズ」の記者に、ショーショーニー族は「マクギャリー少佐とその部隊に殺された仲間の血に対して恨みを返す決心をし、十分に報復できたとみなす時までベア川の北岸で出会った白人全てを殺すつもりだ」と告げた。

### モンタナ道での攻撃
コナー隊のキャッシュ・バレー遠征は、モンタナ道で8人の鉱山師集団に起こった出来事がきっかけだった。彼等は不運にもフランクリンの北、ショーショーニー族の主要な「冬の村」からちょうど3km以内に入ってしまった。
この鉱山師達はモンタナ道を下っていて、曲がり角を見過ごし、ベア川の西岸で沼地に突き当たり道に迷った。川は水深が深かったので渉れなかった。隊員のうち3人が泳いで川を渡り、リッチモンドに行って入植者達から食料や案内人を得ようとした。この3人が戻ってくる前に、残っていた隊員達がショーショーニー族に襲われ、ワラワラのジョン・ヘンリー・スミスと何頭かの馬が殺された。リッチモンドの住人と3人の隊員が間もなく戻り、ジョン・スミスの遺体を見付けて、リッチモンド市の墓地に埋葬した。
鉱山師達は最終的にソルトレイクシティに向かった。その中の1人、ウィリアム・ベビンズが首席判事ジョン・F・キニーの前に現れ、ジョン・スミスの殺害について宣誓供述を行った。ベビンズはまた、鉱山から別の10人がソルトレイクシティに向かっている時に、スミスが殺される3日前に殺されたと報告した。キニーはベアハンター酋長、ナピッチおよびサグウィッチの逮捕令状を発行し、準州保安官には「罪人であるインディアンを逮捕する」ためにコナー大佐の軍隊から助力を求めるよう命令した。
この法的書類は確かにコナーの動機を高める要因にはなったが、後に法的根拠はコナーがショーショーニー族に対する遠征隊を発するのに厳密に必要なものではないと語った。作戦前に陸軍省に宛てたコナーの報告書は次のようだった。

## キャッシュ・バレーでの軍事行動
この頃には、ダグラス砦に駐屯する兵士達は役に立たなくなっていた。兵士間の規律のたるみに加え、小さな「反乱」もあり、カリフォルニア志願兵の大半による合同請願では、彼らの給与の中から3万ドル以上を積み立てて東部州に向かう旅費に充るべきだとし、「セージの茂みで焚き火を囲んで凍死したり糧食を費やすより、南北戦争で裏切り者を撃って国のために尽くすために使うべきだ。ポトマック川に行って撃たれるという『栄誉』のためならこの金を喜んで遣う」と言っていた。この要請は陸軍省が辞退した。
1863年1月の大半、ダグラス砦の兵士達は北のショーショーニー族に対する長期遠征のための準備をした。コナーは到着したときにショーショーニー族を急襲できるよう、その遠征を秘密にして置くことも欲した。このために、部隊を2つの分遣隊に分け、キャッシュ・バレーまで行く間に定期的に落ち合うこととした。コナーの狙いは、マクギャリーが先の遠征で直面したように、ショーショーニー族がアメリカ軍の到着する前に移動したり分散したりさせないことだった。
この軍事作戦に対する反応は様々だった。ジョージ・A・スミスは、公式の「末日聖徒イエス・キリスト教会の歴史」の中で次のように書いた。
一方「デザート・ニューズ」はその論説で次のように述べた。
ダグラス砦を最初に出発した部隊はサミュエル・W・ホイト大佐が指揮する約80名の歩兵中隊であり、15両の輜重車と2門の「山岳榴弾砲」を伴った。1863年1月22日に出発した。
第2の部隊はコナー大佐自らが率いる220名の騎兵であり、1月25日に出発した。この作戦固有の命令として、コナーは兵士のそれぞれに「40発のライフル銃弾と30発の拳銃弾」を持たせるよう命令した。この作戦全体では16,000発近い数になった。さらに榴弾砲には200発近い砲弾が準備された。偽装工作の一部として、騎兵は夜に行軍し、歩兵は日中に動いた。コナーには元連邦保安官でモルモン教徒の斥候、オーリン・ポーター・ロックウェルが付いた。
1月28日の夜、ホイト大尉の歩兵隊がフランクリン町近くに到着し、町の入植者達から食糧補給を受けようとしていたショーショーニー族3人を発見した。このショーショーニー族は3つの袋に9ブッシェル（300kg）の小麦を受け取っていた。ショーショーニー族を援助していた入植者、ウィリアム・ハルは後に次の様に言った。
これらショーショーニー族が持っていた小麦袋は、後に第3カリフォルニア志願兵隊が翌日の進軍中に発見したが、これは明らかにショーショーニー族が野営地に戻ろうとしている間に落として行ったものだった。
コナー大佐はその夜にホイトと出逢い、急襲を行うために翌朝午前1時に行軍を開始する命令を出したが、その地域の斥候として地元の入植者を雇おうとしたことで、実際には午前3時まで待つことになった。
この軍事行動はキャッシュ・バレーでも一年間で恐らく最も寒い時期に起こされた。地元の入植者達はユタの北部でも通常ではないほど寒かったと言い、攻撃が始まった29日の朝は氷点下30度だった可能性がある。何人かの兵士は凍傷や酷寒に起因する問題に罹り、第3志願兵連隊はダグラス砦を出たときのおよそ3分の2の勢力しかなかった。この作戦の間兵士達に配給された食料の中には水筒に入れたウィスキーもあり、数人の兵士はこのウィスキーが攻撃前の夜に凍っていたと証言した。

## ショーショーニー族の戦闘準備
ショーショーニー族はコナー大佐の部隊と衝突する可能性を考慮し、幾らかの下準備を行った。その大半は上記リッチモンドの住人との出来事に近いやり方で、周辺のモルモン教徒入植者達から食料を集めることだった。
攻撃のときにショーショーニー族が持っていた武器の大半は、様々な小競り合いで入手したもの、毛皮罠猟師、白人入植者達および他のインディアン部族と交易したもの、あるいは単に長年にわたって世代を超えて受け継いだ骨董品だった。明らかにそれらはアメリカ軍がカリフォルニア志願兵隊の兵士達に発給していた銃と比べて標準化されてもいないし、作りも好くないものだった。
ベアハンターとその他のショーショーニー族酋長達は、まず一般的に守りやすい陣地を選ぶことに加えて、その宿営地周囲に防御的な手配を行った。ヤナギの枝を編んで即席の遮蔽物にし、ショーショーニー族の陣地やその勢力を隠した。またビーバー・クリーク東岸やベア川沿いには一連の「射撃壕」を掘った。
おそらく最も皮肉なことは、キニー判事から逮捕令状が発行されていたサンピッチ酋長（逮捕令状で名指しされていた）が、北西部ショーショーニー族のために休戦交渉を行う目的でソルトレイクシティに居たことだった。「サクラメント・ユニオン」の通信員は、「予言者（ブリガム・ヤングのこと）がサンピッチに、モルモン教徒はキャッシュ・バレーのショーショーニー族から十分に痛い目に遭っており、さらに多くの血が流されるならば、モルモン教徒はアメリカ軍の「立場に立ち」彼等を助けるだろうと伝えた」と報告した。
コナーが戦闘に参加させる兵士の数を隠そうという偽装は成功したように見えたが、ショーショーニー族はこれらの兵士達と直接武装闘争に及ぶことすら予測していなかった。その替わりに、交渉による決着の準備をし、酋長達がアメリカ軍の士官達と話し合って、理解に達することができると考えていた。

## ベア川の戦い
マクギャリー少佐と第2カリフォルニア騎兵隊の第1部隊が午前6時に戦場に到着した。ちょうど朝日が山陰から現れたときだった。そのとき気象条件と深い積雪のために、コナーが兵士達を戦闘隊形に付かせるまで幾らかの時間を要した。ショーショーニー族宿営地から10 km 地点の雪の吹きだまりに遮られて、大砲が戦場に到着することは無かった。
サグウィッチ酋長は、その孫のモロニ・ティンビンブーの証言に拠れば、アメリカ軍が接近してきたときに、「あそこの尾根に何かが上がってきているように見える。雲のようだ。おそらく馬から発せられる蒸気だ。おそらく兵士達が話し合うときの蒸気だ」と言った。それから間もなく、この出来事の第1砲が発せられた。
当初コナーはショーショーニー族陣地に対して正面攻撃を掛けようとしたが、間もなくショーショーニー族からの反撃に圧倒された。カリフォルニア志願兵隊が直接の戦闘で被害を受けたその大半はこの最初の襲撃時である。
コナーは一時的に後退して再集合させ、マクギャリーと幾つかの小部隊を派遣して、集落の両側と後方から攻撃するように仕向け、歩兵の1横隊にはショーショーニー族の逃走を阻ませた。
約2時間後、ショーショーニー族の弾薬が尽きた。後の幾つかの報告に拠れば、戦闘の最中に何人かのショーショーニー族が鉛を鋳て弾を作ろうとしているのが目撃され、その手に鋳型を持ったまま死んでいる者もいた。ショーショーニー族戦士達の弾薬が尽きたとき、戦いは急速に虐殺に変わった。

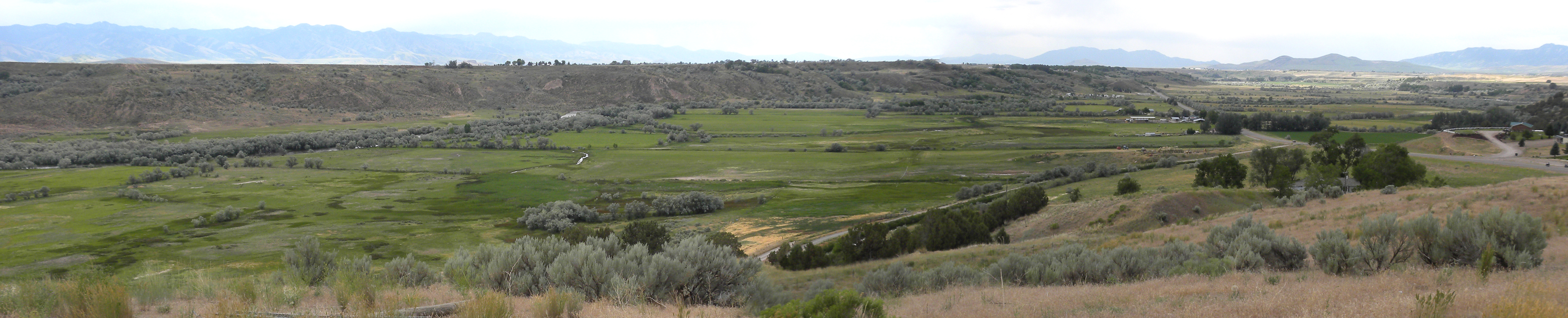
戦闘が起こった場所。現在は史跡として登録されている

## アメリカ軍の虐殺と行動
ショーショーニー族が戦斧や弓矢を使い、アメリカ軍と死に物狂いで戦うようになると、兵士達は自制も規律も全て失ったように見えた。大半の者が殺された後、兵士達は野営地に入ってショーショーニー族の女たちを強姦し陵辱した。子供達の多くも撃たれて殺された。ある場合、兵士達は赤ん坊の踵を掴んで、「やつらの脳味噌を叩きだした」。兵士に降伏を拒んだ女性は射殺された。一人の地元住人、アレクサンダー・ストーカーは、このとき多くの兵士が拳銃を抜いて至近距離からショーショーニー族の者数人を撃ったと述べた。兵士達は手に入れられる物の大半を念入りに燃やした。特にショーショーニー族が寝ていた住居を燃やし、まだ中にいた者も全て殺した。

## 損失と直後の動向
ショーショーニー族の死亡者数は大変大きなものだったが、幾らかの生存者もいた。最も有名なのはサグウィッチ酋長であり、残った生存者を集めて、そのバンドを生き残らせることができた。サグウィッチ酋長自身は手に2発の銃弾を受け、馬に乗って逃げ出したが、乗っていた馬も撃たれて死んだ。最終的に谷を駆け下り、ある熱水泉の近くでベア川に転げ込み、夜が来るまで木片に掴まって浮いていた。
サグウィッチの息子、ベシャップ・ティンビンブーは少なくとも7発の銃弾を浴びたがなんとかして生き残り、家族に救出されるまで生きていた。隊の他のメンバーはベア川のヤナギの木立に隠れ、あるいは死んだ振りをして生き延びた。アメリカ軍士官が戦いは終わったと考えた後に、兵士達はフランクリンに近い一時的な宿営地に戻った。このことで、サグウィッチ酋長やショーショーニー族の生き残りは負傷者を回収し、まだ生きている者のために火をおこすことができた。
フランクリンの住民はその夜負傷した兵士達のために自分達の家を開放し、他の兵士達が寒さに曝されるのを避けるために教会の集会所に毛布や干草を持ち込んだ。コナーは幾人かのフランクリン住民を雇って橇を引っ張らせ、負傷兵をソルトレイクシティに連れ帰らせた。
カリフォルニア志願兵隊は5人の士官を含め27名を失った。ショーショーニー族の部隊は200名ないし400名を失った。アメリカ軍当局は死者272名と報告した。デンマークからの移民ハンス・ヤスパーソンが1911年に書いた自伝では、死体の間を歩いて493体のショーショーニー族の死体を数えたと主張している。
1918年、サグウィッチの息子、フランク・ティンビンブー・ワーナーは「当時いた者の半分は逃げた」と言い、156名が殺されたとしていた。さらに2人の兄弟と1人の義理の姉妹は「生きており」、多くの者は後にユタ入植地のワシャキー、ウィンドリバー・カントリーのホール砦保留地など他の場所で生活したとも付け加えた。
多くのインディアンは冬の間その幼い子供達を白人入植者のところに置いて行くようになり、彼らの何人かは実際にモルモン教徒の家族となって、キャッシュ・バレー初期に他の家族と一緒に写った写真が残されている。

## キャッシュ・バレー入植への影響と長期的影響
この戦いはキャッシュ・バレーとそれに隣接する地域のショーショーニー族に最終的に重要な影響を与えた。キャッシュ・バレーの北部をモルモン教徒入植者に開放したことに加え、アイダホ州南東部にさらに入植地を開く踏み段も提供した。モルモン教徒とコナー大佐との間の摩擦はさらに何年も続き、ユタ準州内で非モルモン教徒に対する嫌がらせの告発や、コナーがユタの中に鉱業を始めようとしたことに対するモルモン教徒による批判があった。
サグウィッチ酋長とその多くの部族員はモルモン教徒とさらに正式な同盟を結び、彼らの多くが洗礼を受けて末日聖徒イエス・キリスト教会に入会した。サグウィッチ自身はメルチゼデク司祭職における長老職に叙任された。最終的にこの部族員は、ショーショーニー族酋長の名前を冠したユタ州ワシャキーの町を設立するのに貢献した。ショーショーニー族北西部の隊に残っていたメンバーは末日聖徒イエス・キリスト教会の後援で農場や家を建設し、その子孫は大半が教会の本流に集約された。この入植地に関わることの無かったショーショーニー族はホール砦インディアン保留地に移り住んだ。
コナー大佐とカリフォルニア志願兵隊の方は、出版された新聞記事に拠れば、ダグラス砦やさらにカリフォルニア州の出身地の住民によって英雄扱いされた。この軍事作戦の直接の結果として、コナーは少将の位に昇進した。コナーは南北戦争の残り期間、インディアンに対する作戦を継続し、その中でもスー族とシャイアン族に対するパウダー川遠征と呼ばれるものが著名である。

## 記念

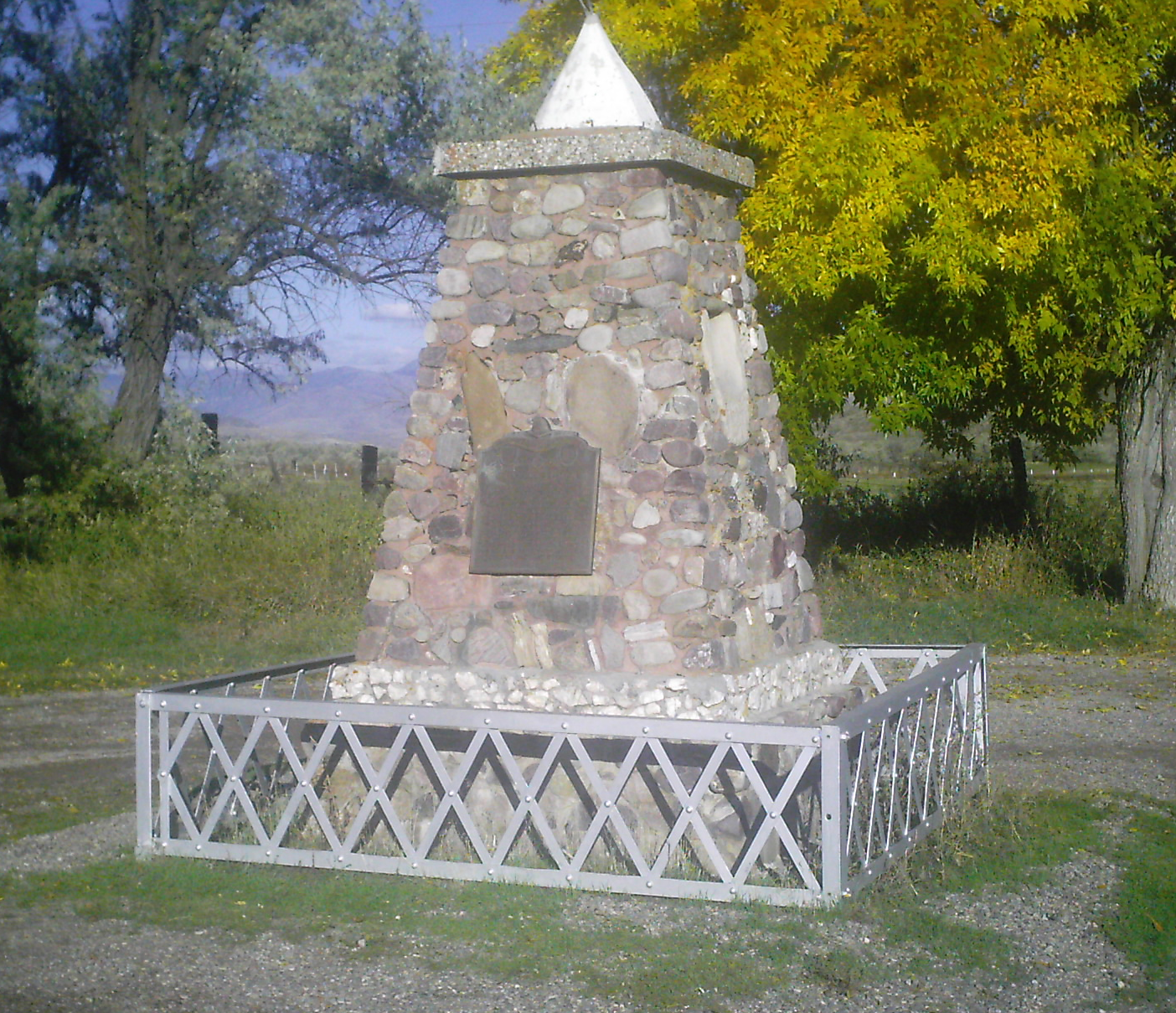
ユタ州入植者の娘達によって建立された記念碑

ベア川の虐殺史跡はアメリカ国道91号線近くにある。この地は1990年にアメリカ合衆国国定歴史史跡に登録された。

### マルチメディア
- The Bear River Massacre (2000); producers: Michael Mill, Chris Dallin, and Richard James; Imagic Entertainment; 66 min.
- The House of the Lord: Cache Valley and the Logan Temple (2003); producer: Dennis Lyman; Temple Hill Videos; 60 min.